# Hoplitis zuni
Hoplitis zuni är en biart som först beskrevs av Parker 1977.  Hoplitis zuni ingår i släktet gnagbin, och familjen buksamlarbin. Inga underarter finns listade i Catalogue of Life.